# Platyrinchus coronatus
Platyrinchus coronatus е вид птица от семейство Tyrannidae.

## Разпространение
Видът е разпространен в Боливия, Бразилия, Венецуела, Гвиана, Еквадор, Колумбия, Коста Рика, Никарагуа, Панама, Перу, Суринам, Френска Гвиана и Хондурас.